# Aegialites fuchsii
Aegialites fuchsii là một loài bọ cánh cứng trong họ Salpingidae. Loài này được Horn miêu tả khoa học năm 1892.